# União de Transportadores para Importação e Comércio

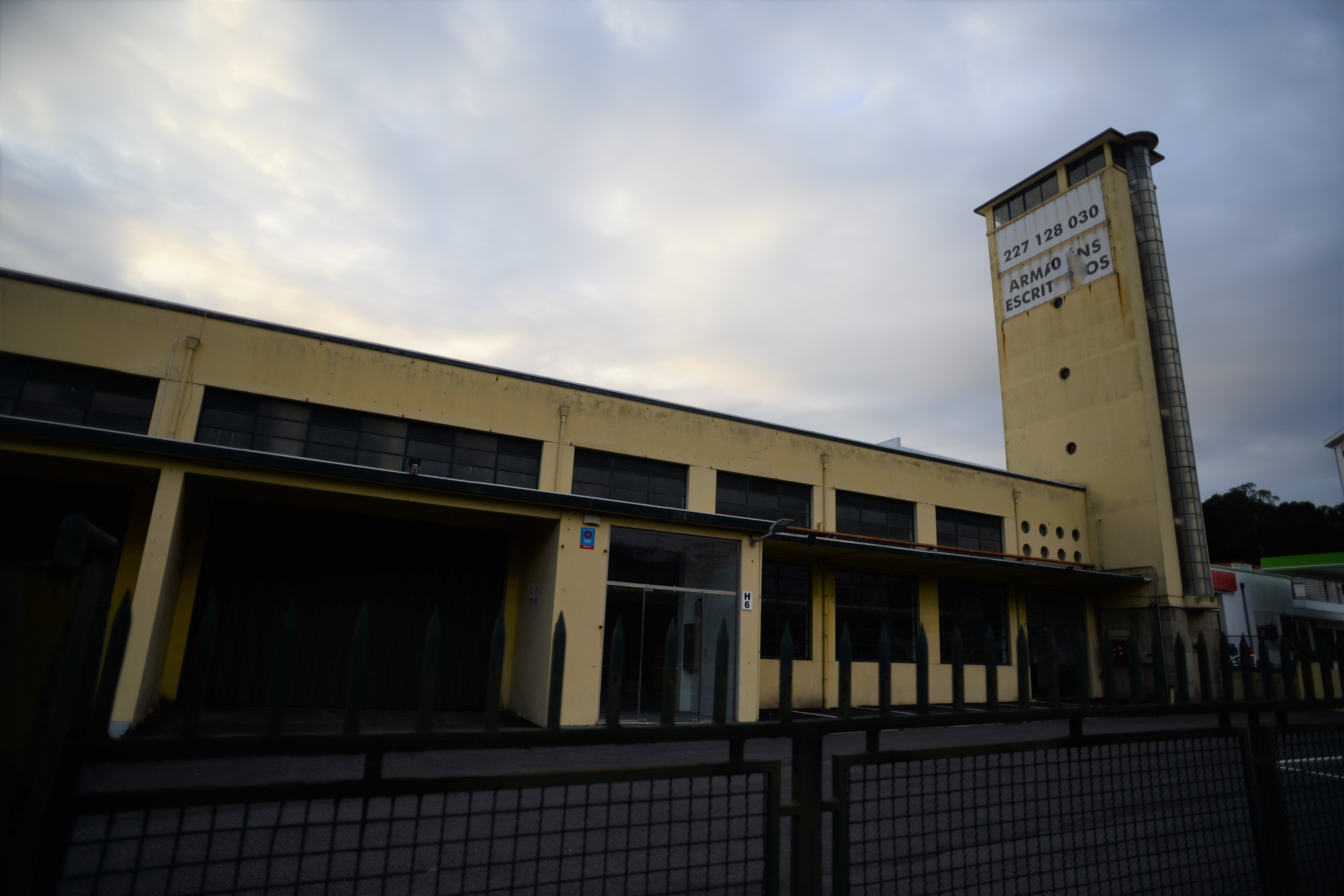
Edifício da UTIC, em Vila Nova de Gaia.

A União de Transportadores para Importação e Comércio (UTIC) foi uma companhia portuguesa, que operava no campo do fabrico de autocarros. Fundada em 1944, conheceu uma grande expansão no período após a Segunda Guerra Mundial. Na sequência da Revolução de 25 de Abril de 1974 foi nacionalizada, mas entrou em declínio devido a problemas financeiros, acabando por encerrar em 1992.

## História
A UTIC foi fundada em 1944, na cidade de Lisboa, pelas mais importantes companhias rodoviárias de passageiros no país. Tinha como principal finalidade manter peças a preços competitivos para utilização nos autocarros destas empresas.
No período após o final da Segunda Guerra Mundial, importava chassis directamente aos produtores, situação que mudou com a instalação de uma unidade em Cabo Ruivo que servia para o fabrico de carroçarias próprias. Em 17 de Maio de 1956, o jornal República noticiou que nesse dia tinha sido oficialmente inaugurada a fábrica de montagem de chassis da UTIC, na Avenida Infante D. Henrique, em Cabo Ruivo. Na cerimónia estiveram presentes o director-geral dos Transportes Terrestres, Quirino Malha, e outros altos membros do governo, além dos membros do conselho de gerência da empresa, que então era presidido por Miguel Almeida Melo, e composto por Quintela Paixão, Manuel Rodrigues Nina, Artur Capristano, João Pedro Clara e José Maria Simões. Almeida Melo revelou que a nova unidade iria trabalhar em conjunto com uma fábrica de carroçarias já existente no local, e tinha uma área de 35 mil metros quadrados, empregando cerca de quinhentos operários. Assim, este foi o primeiro complexo industrial em território nacional onde se faziam as montagens dos chassis e a fabricação em série de carroçarias, com uma produção esperada de dez unidades por mês. Acrescentou que a empresa já estava a produzir todos os componentes do chassis, pelo que brevemente apenas iria ser necessário importar os motores para veículos pesados.
Após a Revolução de 25 de Abril de 1974, a empresa foi nacionalizada. Em 1 de Abril de 1975, o jornal Esquerda Socialista, publicado pelo partido Movimento de Esquerda Socialista, utilizou a UTIC como exemplo dos conflitos entre as diferentes classes de empregados dentro das empresas, antes e depois da Revolução de 25 de Abril: «na nossa fábrica os administrativos foram aqueles que nunca alinharam nas três greves que fizemos antes do 25 de Abril. Hoje são esses mesmos elementos que constituem a maioria do concelho [sic] de trabalhadores. Boicotaram todos aqueles que tentam consciencializar os operários para a luta, não hesitando com ameaças de saneamento em verso e tudo! Porém os trabalhadores começam a ter consciência de que a comissão de trabalhadores não lhes serve e ultrapassam-na! A nossa saída para a rua no dia 25 de Janeiro foi autonoma em relação a eles. Claro que tentam readaptar-se após terem sido ultrapassados para não perderem o poleiro».
Sobre a situação da indústria construtora de autocarros no país, afirmou que «são os construtores dos autocarros que faltam nas carreiras urbanas que vêem simultaneamente acumularem-se em armazéns as enormes carripanas inúteis, a enferrujar, apontando-lhes o fantasma da fome e do desemprego», enquanto que na situação da UTIC em específico, tinha naquele período «70 carros em stock, prontos para entrega e continuamos a produzir para a prateleira enquanto as dificuldades de transporte público permanecem insolúveis. Tem havido quebra de produção na ordem dos 50 por cento, devido a não haver saída para os veículos. A administração tem permanecido impávida perante este estado de bancarrota». Segundo o jornal, este problema deveria ser resolvido através do apoio estatal, «não a um nível de salvar economicamente a empresa mas sim, a um nível de intervenção nas empresas transportadoras», acrescentando que «Será lógica a nacionalização da UTIC como consequência da nacionalização das empresas de transporte. Na nossa opinião, nacionalizar apenas a UTIC é nacionalizar um cancro». Explicou que nesse momento, a UTIC era formada por «oitenta e duas empresas rodoviárias. Até ao 25 de Abril, estava encomendada toda a produção de 1974: no dia 26 de Abril foi tudo cancelado... foi o início de um boicote que se tem mantido até hoje a nivel de encomendas, acompanhado por um boicote nos pagamentos de dívidas à UTIC. Assim, os BELOS, A CERNACHE e J. M. Santos têm hoje o crédito cortado pela administração, se bem que aqueles devedores, sejam simultaneamente sócios accionistas e a empresa. Claro que a administração só tomou esta posição pressionada pelos trabalhadores que difundiram a todo o País no dia 25 de Janeiro este caso flagrante de sabotagem económica - Os BELOS são os campeões pois só eles devem 110.000 contos à UTIC». Referiu que temos tido contactos com comissões de trabalhadores de empresas de camionagem que nos informaram que muitas viaturas estão paradas por falta de peças que nós temos em stock aqui na UTIC há carros parados por falta de correias de ventoinha». Denunciou igualmente que as condições de trabalho na empresa eram «péssimas», explicando que «na secção de carroçarias de verão atingem-se normalmente temperaturas de 40 graus centígrados (o telhado é de zinco), e os trabalhadores veem-se obrigados a trabalhar em tronco nu. Além disso a secção de pintura está junto à de carpintaria, o ar torna-se irrespirável com poeiras de madeira, tintas tóxicas», acrescentado que que «no Inverno é o reverso: uma geleira».
Devido aos graves problemas financeiros, em 1985 a UTIC foi dividida em dezanove empresas, e em 1992 é definitivamente encerrada.